# Indian Head-Milestone (circonscription saskatchewanaise)
Pour les articles homonymes, voir Indian Head et Milestone.
Circonscription électorale provinciale du Canada
Indian Head-Milestone est une circonscription électorale provinciale de la Saskatchewan au Canada. Elle est représentée à l'Assemblée législative de la Saskatchewan depuis 1995.

## Géographie
La circonscription comprend la ville de Balgonie, Indian Head, Pilot Butte, Milestone, Rouleau et Fort Qu'Appelle, ainsi que les villages d'Edenwold, Odessa (en), Vibank, Avonlea et Wilcox.

## Liste des députés
| Parlement                                                                   | Années                                                                      | Député                                                                      | Député                                                                      | Parti                                                                       |
| Indian Head-Milestone                                                       | Indian Head-Milestone                                                       | Indian Head-Milestone                                                       | Indian Head-Milestone                                                       | Indian Head-Milestone                                                       |
| Nouvelle circonscription issue d'Indian Head-Wolseley et Bengough-Milestone | Nouvelle circonscription issue d'Indian Head-Wolseley et Bengough-Milestone | Nouvelle circonscription issue d'Indian Head-Wolseley et Bengough-Milestone | Nouvelle circonscription issue d'Indian Head-Wolseley et Bengough-Milestone | Nouvelle circonscription issue d'Indian Head-Wolseley et Bengough-Milestone |
| --------------------------------------------------------------------------- | --------------------------------------------------------------------------- | --------------------------------------------------------------------------- | --------------------------------------------------------------------------- | --------------------------------------------------------------------------- |
| 23e                                                                         | 1995–1999                                                                   |                                                                             | Lorne Scott                                                                 | Néo-démocrate                                                               |
| 24e                                                                         | 1999–2003                                                                   |                                                                             | Don McMorris                                                                | Saskatchewanais                                                             |
| 25e                                                                         | 2003–2007                                                                   |                                                                             | Don McMorris                                                                | Saskatchewanais                                                             |
| 26e                                                                         | 2007–2011                                                                   |                                                                             | Don McMorris                                                                | Saskatchewanais                                                             |
| 27e                                                                         | 2011–2016                                                                   |                                                                             | Don McMorris                                                                | Saskatchewanais                                                             |
| 28e                                                                         | 2016–2016                                                                   |                                                                             | Don McMorris                                                                | Saskatchewanais                                                             |
| 28e                                                                         | 2016-2017                                                                   |                                                                             | Don McMorris                                                                | Indépendant                                                                 |
| 28e                                                                         | 2017–2020                                                                   |                                                                             | Don McMorris                                                                | Saskatchewanais                                                             |
| 29e                                                                         | 2020–Actuel                                                                 |                                                                             | Don McMorris                                                                | Saskatchewanais                                                             |